# Adam Naruszewicz
Adam Tadeusz Stanisław Naruszewicz (ur. 20 października 1733 na Polesiu, zm. 8 lipca 1796 w Janowie Podlaskim) – polski jezuita, nadworny historyk i poeta, dramatopisarz i tłumacz, biskup smoleński w latach 1788–1790, biskup łucki w latach 1790–1796, sekretarz Rady Nieustającej w latach 1781–1786, pisarz wielki litewski w latach 1781–1788, senator. Ojciec polskiego klasycyzmu. Już za życia nazywano go „polskim Horacym” i spadkobiercą Jana Kochanowskiego. Jeden z głównych prekursorów badań nad Słowiańszczyzną, obok Jana Potockiego, Zoriana Dołęgi-Chodakowskiego (Adama Czarnockiego), Józefa Maksymiliana Ossolińskiego i Wawrzyńca Surowieckiego.

## Życiorys
Ojcem jego był Jerzy Naruszewicz, łowczy piński, matką Paulina z Abrahamowiczów. Na chrzcie otrzymał imiona: Adam Tadeusz (dopiero wiele lat później przybrał jeszcze dodatkowe, trzecie imię: Stanisław). Jako kilkunastoletni chłopiec stracił oboje rodziców. W wieku zaledwie 15 lat ukończył szkołę jezuitów w Pińsku i tamże (14 sierpnia 1748) wstąpił do ich zakonu. W roku 1748 został wysłany (prawdopodobnie) na studia do szkoły jezuickiej w Lyonie. Po 10-letnim pobycie za granicą powrócił do kraju i został w latach 1754–1755 wykładowcą łaciny (odpowiednik obecnego lektora – wówczas najniższy stopień nauczycielski), gramatyki, a następnie poetyki i retoryki w Akademii Wileńskiej. Jezuici (przed rokiem 1758) przedstawili go Michałowi F. Czartoryskiemu, kanclerzowi wielkiemu litewskiemu, który wziął go pod swoją opiekę i stał się jego mecenasem. Opłacił mu kilkuletnią podróż po Europie (Włochy, Niemcy, Hiszpania i Francja – studia teologiczne w Lyonie od roku 1758), po powrocie z której Naruszewicz otrzymał na Akademii Wileńskiej katedrę poetyki, nauki stylu i dziejów literatury. Z woli zakonu został przeniesiony do Warszawy i podjął wykłady w Collegium Nobilium. Od 1771 był redaktorem „Zabaw Przyjemnych i Pożytecznych”. Po kasacie zakonu i pożarze na Nowym Mieście w 1773 znalazł schronienie u Aleksandra Sapiehy, wówczas hetmana polnego litewskiego i jego żony Magdaleny.
Prowadził wykłady wymowy i nauczał geografii i historii w Collegium Nobilium jezuitów w Warszawie w latach 1764–1773, był prefektem biblioteki i spowiednikiem konwiktorów tej uczelni.
Był bliskim współpracownikiem króla Stanisława Augusta Poniatowskiego, zwolennikiem Konstytucji 3 maja. Z woli króla został proboszczem w Niemenczynie. Po przystąpieniu króla do Targowicy zgłosił także swój akces do niej, jednak z zastrzeżeniem, że nie będzie sprawował jakichkolwiek funkcji publicznych. Pobierał stałą pensję z ambasady rosyjskiej (jurgielt). W 1787 otrzymał z ambasady rosyjskiej 500 dukatów. Od 1775 był biskupem koadiutorem smoleńskim (ze stolicą tytularną Emaus), a od listopada 1788 formalnym ordynariuszem diecezji smoleńskiej. W listopadzie 1790 został przeniesiony na biskupstwo łuckie. W 1791 był jednym z założycieli Zgromadzenia Przyjaciół Konstytucji Rządowej. Jego portret, pędzla Ludwika Marteau, król polecił zawiesić w sali poprzedzającej pokój marmurowy na zamku.
W 1781 król mianował Naruszewicza „kościelnym” pisarzem wielkim litewskim, funkcję świeckiego pisarza sprawował Antoni Bazyli Dzieduszycki. Będąc w latach 1781–1786 sekretarzem Rady Nieustającej otrzymał przywilej rozwiązywania zdaniem swoim równości głosów (in resolvento modo paritatis). W 1787 roku towarzyszył królowi Stanisławowi Augustowi Poniatowskiemu w czasie spotkania z cesarzową Rosji Katarzyną II w Kaniowie, której ofiarował swoje utwory. Rosjanie w wyniku tego przyznali mu specjalny jurgielt dla literatów. W latach 1787 i 1788 otrzymywał z kasy rosyjskiej 500 dukatów rocznie. Cesarzowa przyznała mu pensję 1500 dukatów, której Naruszewicz zrzekł się pod koniec 1788 roku, gdy jako biskup smoleński wszedł do Senatu. Był członkiem konfederacji Sejmu Czteroletniego. sędzia sądu sejmowego sejmu grodzieńskiego 1793 roku z Senatu.
W 1776 został kawalerem Orderu Świętego Stanisława. W 1783 odznaczony Orderem Orła Białego, w 1771 otrzymał złoty Medal Merentibus.

## Śmierć i upamiętnienie

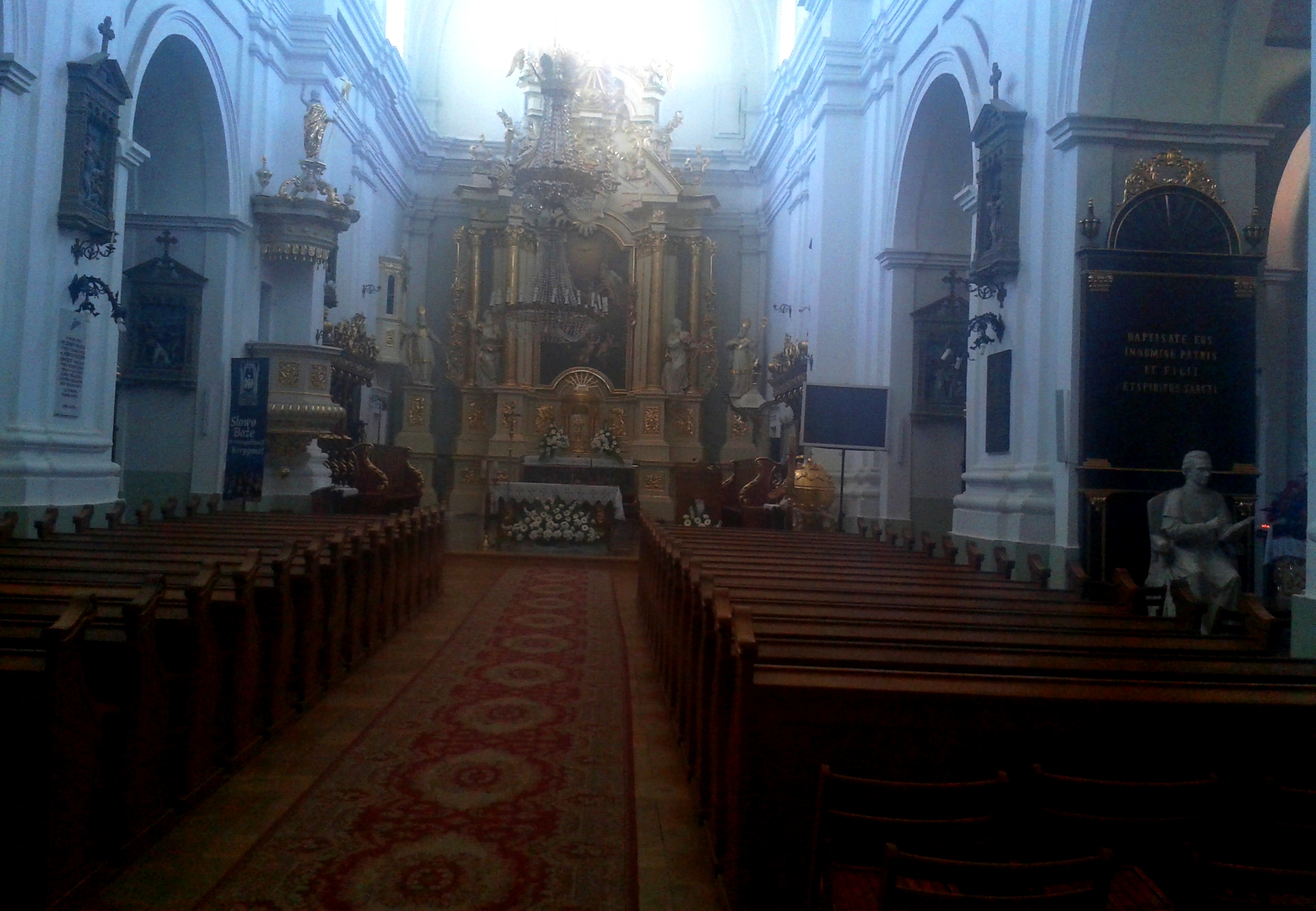
Pomnik Adama Naruszewicza we wnętrzu katedry w Janowie Podlaskim (po prawej)

Zmarł w Janowie Podlaskim i został pochowany w „swojej kolegiacie”, a na skromnym grobie polecił umieścić napis: Cor meum et caro mea requiescit in spe (Serce moje i ciało moje spoczywa w nadziei).

## Twórczość
Pisał dzieła historyczne i wiersze. W jego twórczości dominuje klasycyzm, ale widać ślady barokowych skłonności do komplikowania form. W 1772 wydał drukiem w wydawnictwie Grölla dwa tomy przekładów dzieł Tacyta, a w 1773 dwa tomy pieśni Horacego. Były to pierwsze wydane drukiem prace Naruszewicza. Trzeci tom dzieł Tacyta wydał w 1776. W 1774 przetłumaczył z greckiego pieśni Anakreonta. Uznanie przyniosło mu napisanie takich dzieł jak Historia narodu polskiego czy Dzieje prehistoryczne. Tomy od 2 do 7 (ostatniego) Historii narodu polskiego wyszły z drukarni Grölla w latach 1780 do 1788. Ostatni tom kończył się zaślubinami Jagiełły z Jadwigą. Tom pierwszy, który miał traktować o czasach przedchrześciańskich, dziejach patryalchalnych jeszcze słowiańsko-lechickiej rodziny nie został przez Naruszewicza ukończony, a nagromadzone przez niego materiały w tej tematyce uporządkowało i wydało po jego śmierci Towarzystwo Warszawskie Przyjaciół Nauk. W 1781 wydał dwa tomy Żywotów Chodkiewicza.
Był twórcą wszechstronnym, uprawiającym różne gatunki literackie. Pierwsze wydanie dwóch tomów jego poezji ukazało się w 1778. Wyróżniały się jednak pisane przez niego ody, podporządkowane celom społecznej dydaktyki. Głosił w nich pochwałę rozumu, który swoją twórczą siłą pokona wszelkie bariery natury. Świadectwem jego racjonalistycznych i zarazem niezwykle optymistycznych przekonań stała się oda Balon, napisana pod wrażeniem pierwszy raz w Warszawie oglądanego lotu balonem. Dokonał tego w 1789 francuski aeronauta Jean-Pierre Blanchard wraz z żoną. To wydarzenie ukazywało, zdaniem poety, nieograniczone możliwości człowieka oświeconego, który realizuje odwieczne marzenie ludzkości, wypowiedziane w micie ikaryjskim. Utwór Naruszewicza pełnił zatem, tak charakterystyczną dla całej epoki, funkcję dydaktyczną. Był zachętą do zdobywania wiedzy, rozwijania umiejętności, pokonywania barier, które wydają się niemożliwe do przełamania.
Wielką sławę przyniosły Adamowi Naruszewiczowi satyry. Programowa satyra Naruszewicza nosi tytuł Wiek zepsuty. Poeta, idąc śladem myśli Jean-Jacques’a Rousseau, potępia cywilizację, która doprowadza współczesny mu świat do degeneracji i upadku. Potrzebny jest powrót do „złotego wieku” – czasów, kiedy ludzie kierowali się wartościami moralnymi i praktykowali podstawowe cnoty. Idea powrotu „do źródeł” (ad fontes) ma charakter utopijny. Ta dobra przeszłość nie zostaje czasowo ani geograficznie określona. Ważna okazuje się tylko jedna myśl, że dziś jest złe.
Typowo oświeceniową satyrą jest również utwór Naruszewicza Chudy literat. Atakuje on duchowy i intelektualny prymitywizm szlachty, która, dumna ze swojego sarmackiego rodowodu, nie zna narodowej kultury i literatury. Za lekturę wystarczają jej kalendarze, recepty na lekarstwa i dewocyjne przepowiednie.

### Dzieła
1. In nuptiis Com. Joannis Nicolai Chodkiewicz cum Ludovica Rzewuska epithalamium oblatum ab A.S.N. E.S. I. S., brak miejsca wydania 1756
2. Dziedziczce imienia wielkiego pobożnością ku Bogu, miłością i wiernością ku swej ojczyźnie sławnego itd. Księżnie JMci Karolinie z książąt Radziwiłłów Jabłonowskiej, wojewodzinej nowogrodzkiej itd. podczas wjazdu publicznego do stołecznego wojewódzkiego swojego miasta, rymy swoje, pobożnych, możnych i mądrych jej antecesorów imiona, pamięci nieśmiertelnej godne, opiewające, nowogrodzka muza na oświadczenie wdzięczności za łaski i dobrodziejstwa wiekopomne ofiaruje Wilno 1757; autorstwo przypisuje Naruszewiczowi Estreicher XXIII (1910) 46
3. Na śmierć Augusta III w r. 1763, wydano pt. Wiersz polski, brak miejsca i roku wydania; wyd. następne: zobacz poz. 58, t. 1; zobacz Wydania zbiorowe poz. 3–6
4. Do Stanisław Augusta, Króla Polskiego, W. Księcia Litewskiego, Collegium Nobilium Varsov. Soc. Jesu, brak miejsca wydania (1764 lub 1765, w wersji łacińskiej i polskiej), przedr. J. D.A. Janocki: Excerptum Polonicae litteraturae huius atque superioris aetatis t. 4, Wrocław 1766, s. 377–381; wyd. następne: zobacz poz. 58, t. 1 (tylko wersja polska); zobacz Wydania zbiorowe poz. 3–6 (jak wyżej)
5. Na fajerwerk, który dawał pod Młocinami August Graf Moszyński, Stolnik Koronny, z okazji elekcji zgodnej J.K. Mci, brak miejsca wydania 1765 (w wersji łacińskiej i polskiej), przedr. J. D.A. Janocki, jak wyżej poz. 4, t. 4, s. 382–385; wyd. następne wersji polskiej: zobacz poz. 58, t. 3 (jako epigramaty XII-XV); zobacz Wydania zbiorowe poz. 3–6
6. Fajerwerk życia ludzkiego, wyd. w zbiorze: Wiersze podczas Akademii Załuskich mówione w Warszawie 1766, brak miejsca i roku wydania
7. Elegia nomine Provinciae Masoviticae Soc. J. exhibita Episcopo Premysliensi Andreae Stanislao Młodziejowski, brak miejsca wydania (1766), przedr. J. D.A. Janocki: Musarum Sarmaticarum specimina nova, Wrocław 1771, s. 2–4
8. Celsissimo S. R.J. Principi Ignatio Comiti Krasicki, Episcopo Varmiensi et Sambiensi, Terrarum Prusiae Praesidii recens inaugurato Societas Jesu Provinciae Masoviae gratulatur, brak miejsca wydania (1767), przedr. J. D.A. Janocki: Musarum Sarmaticarum specimina nova, Wrocław 1771, s. 4–7
9. Elegia in funus Martini Załuski ex-Episcopi Soc. Jesu Presbyteri, brak miejsca wydania (1767), przedr. J. D.A. Janocki: Musarum Sarmaticarum specimina nova, Wrocław 1771, s. 58–61
10. Elegia nomine Provinciae Masoviticae Soc. Jesu ad neoconsecratum Gnesnensem Archiepiscopum Gabrielem Podoski, brak miejsca wydania (1767), przedr. J. D.A. Janocki: Musarum Sarmaticarum specimina nova, Wrocław 1771, s. 19–20
11. Ad Illustrissimum A. Młodziejowski die suae in pontificem inaugurationis Societas Jesu Provinciae Masoviae, brak miejsca wydania 1767
12. Cztery inskrypcje na pamiątkę wyczyszczonej rzeki w Litwie, brak miejsca wydania (1767?), jedna (epigramat) przedrukowana w poz. 58, t. 3 oraz w Wydaniach zbiorowych poz. 3–6
13. Elegia nomine Provinciae Masoviticae Soc. Jesu ad neoconsecratum Episcopum Uranopolitanum Christophorum Szembek, brak miejsca i roku wydania, przedr. J. D.A. Janocki: Musarum Sarmaticarum specimina nova, Wrocław 1771, s. 21
14. Elegia nomine Provinciae Masoviticae in diem onomasticam Andreae Stanislai Comitis di Młodziejowice Młodziejowski Episcopi Posnaniensis et Varsaviensis et Supremi Regni Cancellarii, brak miejsca i roku wydania, przedr. J. D.A. Janocki: Musarum Sarmaticarum specimina nova, Wrocław 1771, s. 80–82
15. Wiersz do Księcia Adama Czartoryskiego, generała ziem podolskich, z cudzych krajów do ojczyzny szczęśliwie powracającego, brak miejsca wydania 1769; wyd. następne: zobacz poz. 58, t. 1; zobacz Wydania zbiorowe poz. 3–6
16. Do Najjaśniejszego Pana konwikt swój... łaskawie odwiedzającego... Oda, brak miejsca wydania (przed rokiem 1770); inform. rękopis: Litteraria 262-M (zobacz: Biblioteka Narodowa w Warszawie. Rękopisy, nabytki, dary zeszyt 2, Warszawa 1935)
17. Gwido, hrabia Blezu. Tragedia we 3 aktach (Warszawa około roku 1770); fragmenty przedr.: J.W. Gomulicki, „Nowe Książki” 1959, nr 14; zobacz Wydania zbiorowe poz. 10; egz. unikatowy: Biblioteka Instytutu Badań Literackich Warszawa, Biblioteka Uniwersytetu wileńskiego
18. Do Jaśnie Oświeconego Książęcia Jegomości Adama na Klewaniu i Żukowie Czartoryskiego... (wiersz dedykowany), w zbiorze: Sielanki polskie z różnych autorów zebrane, Warszawa 1770; wyd. następne: Sielanki polskie..., Warszawa 1778; zobacz poz. 58, t. 3 (jako Sielanka 1); zobacz Wydania zbiorowe poz. 3–6
19. Horacjusza życie, z pism jego po części zebrane, brak miejsca i roku wydania; inna redakcja (lub prawdopodobnie inne tłumaczenie z tego samego źródła) „Monitor” 1770, nr 67-68; porównaj Prace edytorskie i redakcjne poz. 4
20. Oświadczenie wdzięczności za wyświadczone dobrodziejstwa Jego Mości Panu Janowi Dupont, medycyny doktorowi, uczynione od Kolegium Warszawskiego Societatis Jesu (Warszawa) 1770; wyd. następne: zobacz poz. 58, t. 1; zobacz Wydania zbiorowe poz. 3–6
21. Na dzień siedemnasty stycznia, urodzeniem Jego Królewskiej Mości znakomity. Oda, brak miejsca i roku wydania; wyd. następne: zobacz poz. 58, t. 1 (jako Oda XVIII); zobacz Wydania zbiorowe poz. 3–6
22. Do króla Jegomości w dzień urodzin Jego. Oda (Warszawa) 1771 i „Zabawy Przyjemne i Pożyteczne” 1771, t. 3, cz. 1, s. 161–174; wyd. następne: zobacz poz. 58, t. 1; zobacz Wydania zbiorowe poz. 3–6
23. Satyra o prawdziwym szlachectwie, „Zabawy Przyjemne i Pożyteczne” 1771, t. 3, cz. 1, s. 161–174; wyd. następne: w zbiorze Muza dobrej myśli, t. 1 (Sandomierz 1773?); zobacz poz. 58, t. 3; zobacz Wydania zbiorowe poz. 2; J.K. Bogusławski: Mowy i wiersze moralne autorów klasycznych, t. 2, Wilno 1801, s. 146–163; zobacz Wydania zbiorowe poz. 3-9 (według N. Boileau Despreaux)
24. Do J. O. X... Michała... i Heleny z Przeździeckich... Radziwiłłów... Oda, brak miejsca wydania 1771 i „Zabawy Przyjemne i Pożyteczne” 1771, t. 3, cz. 2, s. 297–302; wyd. następne: zobacz poz. 58, t. 1; zobacz Wydania zbiorowe poz. 3–6
25. Podziękowanie Królowi Jegomości za dane numisma Pańskim portretem ozdobione, brak miejsca wydania (1771) i „Zabawy Przyjemne i Pożyteczne” 1771, t. 3, cz. 2, s. 319–328; wyd. następne: zobacz poz. 58, t. 1; zobacz Wydania zbiorowe poz. 3–6
26. Do Króla Jegomości, nauk i uczących się ojca, młódź Collegium Nobilium Warszawskiego S. J. (Warszawa 1771) i „Zabawy Przyjemne i Pożyteczne” 1771, t. 4, cz. 1, s. 104–112; wyd. następne: zobacz poz. 58, t. 1; zobacz Wydania zbiorowe poz. 3–6
27. Wiek zepsuty. Satyra, „Zabawy Przyjemne i Pożyteczne” 1771, t. 4, cz. 1, s. 129–135; wyd. następne: w zbiorze Muza dobrej myśli, t. 1 (Sandomierz 1773?); zobacz poz. 58, t. 3; zobacz Wydania zbiorowe poz. 2; J.K. Bogusławski: Mowy i wiersze moralne autorów klasycznych, t. 2, Wilno 1801, s. 146–163; S. Bielski: Wybór różnych gatunków poezji z rymotwórców polskich cz.1, Warszawa 1806, s. 56–60 (i wyd. następne); zobacz Wydania zbiorowe poz. 3-9
28. Na Pokój Marmurowy... Oda..., brak miejsca wydania 1771 i „Zabawy Przyjemne i Pożyteczne” 1771, t. 4, cz. 1, s. 177–199; wyd. następne: zobacz poz. 58, t. 2; zobacz Wydania zbiorowe poz. 3–6
29. Oda do ojczyzny z okazji niesłychanego przypadku Jego Królewskiej Mości, brak miejsca wydania (1771) i „Zabawy Przyjemne i Pożyteczne” 1771, t. 4, cz. 2, s. 321–334; wyd. następne: zobacz poz. 58, t. 1; zobacz Wydania zbiorowe poz. 3–6; przekł.: łaciński (1781); niemiecki (1771)
30. Do Króla Jegomości w dzień doroczny szczęśliwej Jego koronacji, brak miejsca wydania (1771) i „Zabawy Przyjemne i Pożyteczne” 1771, t. 4, cz. 2, s. 367–378; wyd. następne: zobacz poz. 58, t. 2; zobacz Wydania zbiorowe poz. 3–6; przekł. niemiecki (1772)
31. Wieśniak do poety dziennego, powst. 1771, z autografu Biblioteki Cesarskiej w Petersburgu wyd. I. Chrzanowski: Z dziejów satyry polskiej XVIII w., Warszawa 1909, s. 11–19
32. Suum cuique, brak miejsca wydania (1771?); wyd. następne: z rękopisu (pod nazwiskiem S. Konarskiego) wyd. R. Pilat, „Przegląd Polski” 1869, zeszyt 4, s. 417–436 (autorstwo sporne: Naruszewicz miał podobno tylko pomagać przy pisaniu)
33. Wiersz radosny, który Grecy z Łacinnikami dithyrambem zowią, z okazji zupełnego ozdrowienia J.K. M., brak miejsca wydania (1772) i „Zabawy Przyjemne i Pożyteczne” 1772, t. 5, cz. 1, s. 3–22; wyd. następne: zobacz poz. 58, t. 1; zobacz Wydania zbiorowe poz. 3–6, 10 (tu tylko fragmenty); przekł. niemiecki (1787)
34. O pożytku z nauk nadgrodą w kraju rozkrzewionych. Wiersz z okazji odebranego numisma z rąk Jego Królewskiej Mości, Pana mojego miłościwego, brak miejsca wydania (1772) i „Zabawy Przyjemne i Pożyteczne” 1772, t. 5, cz. 1, s. 169–190; wyd. następne: zobacz poz. 58, t. 1; zobacz Wydania zbiorowe poz. 3–6; przekł. niemiecki (1772)
35. Do JO. JPani Elżbiety z Książąt Poniatowskich Hrabiny Branickiej, Kasztelan. Krakow., Hetmanowej W.K. Oda, brak miejsca wydania (1772) i „Zabawy Przyjemne i Pożyteczne” 1772, t. 5, cz. 1, s. 191–193; wyd. następne: zobacz poz. 58, t. 1; zobacz Wydania zbiorowe poz. 3–6
36. Do Wielkiego Księstwa Litewskiego, wiernością ku swojemu Królowi znakomitego, z okazji uroczystej Delegacji, z powinną Majestatowi rekognicją i powinszowaniem ocalonego przez Boską Opatrzność życia i zdrowia... Oda, brak miejsca wydania (1772) i „Zabawy Przyjemne i Pożyteczne” 1772, t. 5, cz. 2, s. 299–308; wyd. następne: zobacz poz. 58, t. 1; w zbiorze Zebranie rytmów z różnych okoliczności pisanych, Wilno 1779; zobacz Wydania zbiorowe poz. 3–6
37. Na dzień imienin J. O. X. Jmości Augusta Aleksandra... Czartoryskiego. Oda, brak miejsca wydania (1772) i „Zabawy Przyjemne i Pożyteczne” 1772, t. 6, cz. 1, s. 55–64; wyd. następne: zobacz poz. 58, t. 1; zobacz Wydania zbiorowe poz. 3–6
38. Do J.K. Mości... młódź Collegii Nobilium Warszawskiego S.J. przytomnością Pańską podczas danego dowodu rocznej aplikacji udarowana (Warszawa 1772) i „Zabawy Przyjemne i Pożyteczne” 1772, t. 6, cz. 1, s. 65–76; wyd. następne: zobacz poz. 58, t. 1; zobacz Wydania zbiorowe poz. 3–6
39. Na dzień ocalenia życia i zdrowia Jego Królewskiej Mości pieśń doroczna, brak miejsca wydania (1772) i „Zabawy Przyjemne i Pożyteczne” 1772, t. 6, cz. 2, s. 277–285; wyd. następne: zobacz poz. 58, t. 2; zobacz Wydania zbiorowe poz. 3–6
40. Wesele. Pasterka z okoliczności ślubnego aktu JW. Ignacego Potockiego z... Elżbietą Lubomirską..., brak miejsca wydania (1772) i „Zabawy Przyjemne i Pożyteczne” 1772, t. 6, cz. 2, s. 386–400; wyd. następne: w zbiorze Sielanki polskie z różnych autorów zebrane, Warszawa 1778; zobacz poz. 58, t. 3; zobacz Wydania zbiorowe poz. 3–6
41. O zwierzchności krajowej w Tebach (rozdz. podpisany krypt. Ad. Na.), w zbiorze: Historia polityczna państw starożytnych, od pewnego Towarzystwa napisana, Warszawa 1772
42. Chudy literat. Satyra, powst. 1772 (Warszawa 1773) i „Zabawy Przyjemne i Pożyteczne” 1773, t. 7, cz. 1, s. 49–64; wyd. następne: w zbiorze Muza dobrej myśli, t. 1 (Sandomierz 1773?); przedr. G.J. Piotrowski w: Satyr przeciwko zdaniom i zgorszeniom wieku naszego, t. 1, Warszawa 1773; zobacz poz. 58, t. 3; zobacz Wydania zbiorowe poz. 2–9
43. Tankred. Tragedia, powst. 1772 lub 1773, niewydana, fragmenty ogł. M. N. Rutkowska (Bishop Adam Naruszewicz... s. 34-35) z papierów B. Erzepkiego Biblioteka Raczyńskich, sygn. 1322; przedr. J.W. Gomulicki; zobacz Wydania zbiorowe poz. 10 (fragment ten został przepisany z nieistniejącego obecnie rękopisu Biblioteki Towarzystwa Przyjaciół Nauk w Poznaniu, sygn. 755)
44. Powązki, brak miejsca wydania (1772–1773); wyd. następne: zobacz poz. 58, t. 2; zobacz Wydania zbiorowe poz. 3–6
45. Na ruinę jezuitów, brak miejsca wydania (1773); wyd. następne: brak miejsca i roku wydania; „Zabawy Przyjemne i Pożyteczne” 1775, t. 12, cz. 2, s. 211–256; zobacz poz. 58, t. 3; zobacz Wydania zbiorowe poz. 3–6
46. Suplika do Jego Królewskiej Mości, brak miejsca wydania (1773) i „Zabawy Przyjemne i Pożyteczne” 1773, t. 8, cz. 2, s. 298–300; wyd. następne: zobacz poz. 58, t. 1; zobacz Wydania zbiorowe poz. 3–6
47. Oświadczenie uprzejmej wdzięczności Najmilszemu w Chrystusie Bratu Piotrowi Netzelowi, uczynione przez obowiązanego sługę X. A.N. S. J., brak miejsca i roku wydania
48. Na powszechną radość z okazji oddanej buławy polnej koronnej Sewerynowi Rzewuskiemu, brak miejsca wydania (1774) i „Zabawy Przyjemne i Pożyteczne” 1774, t. 9, cz. 1, s. 165–169; wyd. następne: zobacz Wydania zbiorowe poz. 3–6
49. Do Jego Królewskiej Mości, Pana Swojego Najmiłościwszego (Warszawa 1774) i „Zabawy Przyjemne i Pożyteczne” 1774, t. 10, cz. 1, s. 113–120; wyd. następne: zobacz poz. 58, t. 2; zobacz Wydania zbiorowe poz. 3–6
50. Niemenczyn, brak miejsca wydania (1774) i „Zabawy Przyjemne i Pożyteczne” 1774, t. 10, cz. 1, s. 121–123; wyd. następne: zobacz poz. 58, t. 2; zobacz Wydania zbiorowe poz. 3–6, 10
51. Warszawa do J.K. Mci w czasie oddalenia się do Wolborza. Parodia z Horacjusza (Warszawa 1775) i „Zabawy Przyjemne i Pożyteczne” 1775, t. 11, cz. 2, s. 397–400; wyd. następne: zobacz poz. 58, t. 2; zobacz Wydania zbiorowe poz. 3–6
52. Memoriał względem pisania historii narodowej, powst. 1775, wyd. w: Historia narodu polskiego t. 1, Warszawa 1824, s. I-XXVI (porównaj poz. 66); wyd. następne: w Historia... jak wyżej Lipsk 1836, s. XVII-XXXII; zobacz Wydania zbiorowe poz. 6; B. Suchodolski w: Nauka polska w okresie Oświecenia, Warszawa 1953, s. 542–557; M.H. Serejski w: Historycy o historii. Od A. Naruszewicza do S. Kętrzyńskiego, Warszawa 1963
53. Przy oddaniu pierścienia JKMości ks. Kazimierzowi Naruszewiczowi... Oda, brak miejsca wydania (1775) i „Zabawy Przyjemne i Pożyteczne” 1775, t. 12, cz. 1, s. 118–125; wyd. następne: zobacz poz. 58, t. 2; zobacz Wydania zbiorowe poz. 3–6
54. Rok 1776, brak miejsca i roku wydania (według informacji jak wyżej poz. 16)
55. Na dzień zaślubienia Wincentego Potockiego... z Urszulą Zamoyską, brak miejsca wydania (1776) i „Zabawy Przyjemne i Pożyteczne” 1776, t. 13, cz. 2, s. 227–230; wyd. następne: zobacz poz. 58, t. 2; zobacz Wydania zbiorowe poz. 3–6 (autorstwo według informacji jak wyżej poz. 16)
56. Proemiando incitat, brak miejsca wydania (1776) i „Zabawy Przyjemne i Pożyteczne” 1776, t. 14, cz. 1, s. 96–109; wyd. następne: zobacz poz. 58, t. 2; zobacz Wydania zbiorowe poz. 3–6
57. Na ozdobne mieszkanie w Pióromoncie Wielmożnego Jmci Stanisława Pióry, st(arost)y Rumszyckiego, brak roku i miejsca wydania; wyd. następne: zobacz poz. 58, t. 1; zobacz Wydania zbiorowe poz. 3–6, 10
58. Dzieła t. 1–4, Warszawa 1778; wyd. następne: zobacz Wydania zbiorowe poz. 3, 4, 5, 6 (tu wydanie bez t. 4); wydanie ułożył F. Bohomolec przy współpracy autora
59. Głos umarłych (Gdańsk 1778); wyd. następne: Warszawa 1791; Warszawa 1792; zobacz Wydania zbiorowe poz. 3–6, 10 (tu fragmenty); przekł. rosyjski (1871)
60. Do bizuna. (Oda), brak miejsca i roku wydania (2 wyd. anonimowe z XVIII w.; według Estreichera wyd. 1 ukazało się w roku 1779)
61. Historia Jana Karola Chodkiewicza, wojewody wileńskiego, hetmana W.X. L. t. 1–2, powst. przed rokiem 1780, Warszawa 1781[16][17]; wyd. następne: wyd. T. Mostowski
62. Na pogrzebie Jacka Ogrodzkiego, sekretarza w. koronnego. Wiersz, brak miejsca wydania (1780)
63. Luciński, podczaszy J.K. M., do autora „Podstolego”, wyd. w zbiorku: Spór ryrmotwórski między chwalcami miodu i wina, koncyliacją pośrzedniczą zagodzony, Warszawa 1780
64. Na wesele książęcia de Nassau z księżną z Gozdzkich Sanguszkową, brak miejsca wydania (1780); wyd. następne: zobacz Wydania zbiorowe poz. 3–6
65. Życiorysy sławnych Polaków, powst. w latach 1780–1781, 26 życiorysów w rękopisie Biblioteki Czartoryskich, sygn. 1748; odpisy w rękopisie Ossolineum, sygn. 608/I
66. Historia narodu polskiego od początku chrześcijaństwa t. 2–6: Panowanie Piastów, Warszawa 1780–1785; t. 7: Panowanie Węgrów, Warszawa 1786; t. 1 z rękopisów Biblioteki Puławskiej i J. Sierakowskiego wyd. Towarzystwo Warszawskie Przyjaciół Nauk, cz. 1–2, Warszawa 1824 (tu także wydano poz. 52); przekł. rosyjski (1835)
67. Na dzień imienin Jaśnie Oświeconego Stanisława Książęcia Poniatowskiego, Marszałka Rady Nieustającej (Warszawa 1781); druk anonimowy; autorstwo według J.W. Gomulickiego
68. Pod bytność Jego Królewskiej Mości w Jabłonie dnia 8 maja, brak miejsca wydania (1781), fragmenty przedr. i autorstwo wskazał J.W. Gomulicki, „Nowe Książki” 1958, nr 24
69. Podróż królewska d. 9 października zaczęta, a d. 8 grudnia zakończona R.P. 1781, brak miejsca i roku wydania; wyd. następne: zobacz Wydania zbiorowe poz. 3–6
70. Arkadia (Warszawa 1783?, druk anonimowy), wyd. następne (pod nazwiskiem: Naruszewicz) zobacz Wydania zbiorowe poz. 10
71. Diariusz podróży Najjaśniejszego Stanisława Augusta Króla Polskiego na sejm grodzieński, zacząwszy od dnia wyjazdu z Warszawy, to jest 26 miesiąca sierpnia r. 1784, aż do przybycia do Grodna, Warszawa 1784
72. Objaśnienie kwestii, czyli JW Zughoer użyć może praw w Polszcze ministrom dworów cudzoziemskich służących, brak miejsca wydania (1785); przekł. francuski i niemiecki (1785)
73. Sprawa między księciem Adamem Czartoryskim, g. z. podolskich, oskarżającym, a Janem Komarzewskim... i Franciszkiem Ryxem... oskarżonymi jakoby o zamysł strucia tego księcia, brak miejsca wydania 1785 (2 wydania); druk anonimowy, autorstwo przypisywane za A. Magierem
74. Powinszowanie Jaśnie Oświeconemu Książęciu JMci Prymasowi, złożone z delegacji Biskupa Smoleńskiego przez jego koadiutora, brak miejsca wydania 1785
75. Przy otwarciu Sali Narodowej w Zamku J. K. M. (Wiersz), brak miejsca wydania 1786
76. Wiadomość o Siewierzu i dowody tak na stronę tego Księstwa, jako też Udzielnych jego Książąt Biskupów Krakowskich (Warszawa 1786), druk anonimowy, autorstwo według notatki K. Kwiatkowskiego na posiadanym przez niego egzemplarzu
77. Tauryka, czyli wiadomości starożytne i późniejsze o stanie i mieszkańcach Krymu do naszych czasów, Warszawa 1787; wyd. następne zobacz Wydania zbiorowe poz. 3
78. Wiersz do Najjaśniejszej Katarzyny II, Imperatorowej Rosyjskiej, przy oddaniu dzieła pod tytułem: „Tauryka, czyli wiadomości starożytne” (Warszawa) 1787
79. Diariusz podróży Najjaśniejszego Stanisława Augusta króla polskiego na Ukrainę i bytność w Krakowie, aż do powrotu do Warszawy dnia 22 lipca roku 1787, Warszawa (wyd. „Kontynuacjami” począwszy od 3 marca 1787)
80. Kantata w dzień inauguracji statui króla Jana III, dnia (14) września roku 1788, Warszawa (1788); także ze wstępem pt. Opisanie festynu danego w Łazienkach... (Warszawa 1788)
81. Kuplety do baletu „Kleopatra” (Wodzu, coś miecza...; Do Augusta), powst. 1788, wyst. Warszawa 7 września 1791; z rękopisu Biblioteki Czartoryskich, sygn. 938, wyd. L. Bernacki
82. Consulite vobis, prospicite patriae, brak miejsca wydania (IX–X 1788 r.); wyd. następne zobacz Wydania zbiorowe poz. 6 (datowanie według J. Platta, według P. Chmielowskiego po 1775)
83. Balon, brak miejsca wydania (1789; druk anonimowy); wyd. następne (pod nazwiskiem: Naruszewicz) zobacz Wydania zbiorowe poz. 10; przekł.: angielski (1861), rosyjski (1963)
84. Głos... Biskupa Smoleńskiego za duchowieństwem, na sesji sejmowej r. 1789 d. 16 marca, brak miejsca wydania (1789)
85. List senatora do przyjaciela (Warszawa 1790), autorstwo domniemane; jest to odpowiedź na broszurę H. Kołłątaja Co się też to dzieje z nieszczęśliwą ojczyzną naszą? (Warszawa 1790)
86. Głos... przy założeniu pierwszego kamienia na kościół Opatrzności Boskiej, r. 1792 d. 3 maja na placu Ujazdowskim miany, brak miejsca i roku wydania
87. Rodowód... Biskupa Łuckiego, wyd. A.E. Koźmian: Wyciągi piotrowickie, Wrocław 1842, s. 55–56.

Wydawał ponadto listy pasterskie. Drobne utwory Naruszewicza ogłaszano też ówcześnie w czasopismach i zbiorach: „Gazeta Warszawska” (1784 nr 55: Na piorunochron umieszczony na Zamku Warszawskim); „Monitor” (1766 nr 95, 1780 nr 71, 1784 nr 53, 1785 nr: 22, 26); Muza dobrej myśli t. 1 (Sandomierz 1773?); Sielanki polskie z różnych autorów zebrane, Warszawa 1778; „Zabawy Przyjemne i Pożyteczne” (1770–1777).
Pośmiertne utwory Naruszewicza ogłaszano ponadto: Wybór powieści erotycznych wierszem i prozą. Nowa edycja. W Knidzie (Warszawa) 1809 (poemat anonimowy) – „Pamiętnik Warszawski” t. 8 (1817), O małżeństwie Zygmunta I z Boną – „Pamiętnik Lwowski” 1818 nr 52, Wanda – S. Grzegorzewska, „Biblioteka Warszawska” 1856, Do JMci Pana Badeniego – K. Estreicher w: K. Węgierskiego Pisma wierszem i prozą, Lwów 1882 „Biblioteka Klasyków Polskich” nr 6 (tu: Nowy przypadek w lasku) – S. Tomkiewicz: Z wieku Stanisława Augusta t. 2, Kraków 1882 (Ocalenie życia i zdrowia JKMci) – J. Nowak-Dłużewski, 1946 (Pod bytność Stanisława Augusta... w Końskich) – J. Kott, „Twórczość” 1950 nr 11 (Daniel Kalwiński na zniesienie zakonu jezuitów) – J.W. Gomulicki, „Nowe Książki” 1958 nr 22–24 (Przy odmianie stroju na księdza świeckiego; Suplika poetów do Apollina) – J. Platt: Korespondencja A. Naruszewicza, 1762–1796; Wrocław 1959 (Na Polesiu; Rozmowa ogrodnika z drzewem). Zobacz też Wydania zbiorowe poz. 3 i 10.
Wiele wierszy Naruszewicza przedrukowano w różnych antologiach, m.in.: Sz. Bielski: Wybór różnych gatunków poezji, Warszawa 1806; W. Borowy: Od Kochanowskiego do Staffa, Lwów 1930 i wyd. następne; J. Kott, A. Ważyk: Wiersze które lubimy, Warszawa 1951; J. Kott, S. Lorentz: Warszawa wieku Oświecenia, Warszawa 1954; J. Kott: Poezje polskiego Oświecenia, Warszawa 1954.
Utwory przypisywane Naruszewiczowi zawierają ponadto rękopisy (m.in.): Biblioteka PAN Kraków, sygn. 615; Ossolineum, sygn. 5833-5834/III, 7070/II, Zbiory G. Pawlikowskiego, sygn. 246.

### Przekłady
1. Nabożeństwo do św. apostołów Piotra i Pawła, najprzedniejszych obrońców całego chrześcijaństwa, na dziesięć dni święta ich przypadające rozłożone, a ku pożytkowi wiernych przez... z włoskiego przetłumaczone, wyd. 1–4 nieznane; wyd. 5 Warszawa 1785; wyd. 6 Warszawa 1887
2. M. K. Sarbiewski: Ody niektóre, wyd. F. Bohomolec w: M. K. Sarbiewski: Opera posthuma, Warszawa 1769
3. S. Gessner: Mirtyl; Dafne; Wiosna; Pacierz staruszka; Folwark; Oczekiwanie pasterza na towarzyszów, „Zabawy Przyjemne i Pożyteczne” 1770–1771, t. 1–3
4. A.L. Thomas: Czas; Do gminu; Oda o powinności człowieka w towarzystwie, „Zabawy Przyjemne i Pożyteczne” 1770, t. 2
5. J.B. Rousseau: Duma do słowika; Oda do fortuny, „Zabawy Przyjemne i Pożyteczne” 1770–1771, t. 1, 3
6. (P.J. Gentil-Bernard): Nic nadto (Króla Jmci Pruskiego(!)), „Zabawy Przyjemne i Pożyteczne” 1770, t. 2, cz. 1, s. 13–16
7. (P. Patrix): Równość po śmierci, „Zabawy Przyjemne i Pożyteczne” 1770, t. 2, cz. 1, s. 57–58; przekł. rosyjski (1963)
8. W. Ines: Do pijaków, „Zabawy Przyjemne i Pożyteczne” 1770, t. 2, cz. 2, s. 229–232
9. G. A. Lemonnier: Dziecię poprawione, „Zabawy Przyjemne i Pożyteczne” 1770, t. 2, cz. 2, s. 407–422
10. P.J. Sautel: Przymierze śmierci z miłością; Narcys. Sielanka, „Zabawy Przyjemne i Pożyteczne” 1770–1771, t. 2, 4
11. A.M. Durini: Na pogrzebie J. O. Księżny Jmci Marii Zofii Czartoryski, „Zabawy Przyjemne i Pożyteczne” 1771, t. 3, cz. 2, s. 347–350
12. A.A.J. Feutry: Kościół śmierci, „Zabawy Przyjemne i Pożyteczne” 1771, t. 4, cz. 1, s. 139–141
13. A. Deshoulieres: Strumień. Sielanka, „Zabawy Przyjemne i Pożyteczne” 1771, t. 4, cz. 1, s. 200–208
14. J. de La Fontaine: (Bajki:) Sakwy; Jaskółka; Wyprawa na wojnę; Kot stary, „Zabawy Przyjemne i Pożyteczne” 1771–1775, t. 4–5 oraz A.M. Durini: Catharinae Potociae castellanae Caminensi..., brak miejsca wydania 1772 (tekst łaciński i polski)
15. Fryderyk II: Wiersz Króla JMci Pruskiego do Woltera, „Zabawy Przyjemne i Pożyteczne” 1772, t. 5, cz. 2, s. 221–224
16. Pindar: Oda pierwszych z pytejskich, na pochwałę Hierona króla, „Zabawy Przyjemne i Pożyteczne” 1772, t. 6, cz. 2, s. 369–385
17. P.C. Tacyt: Dzieła wszystkie t. 1, Warszawa 1772; t. 2, Warszawa 1773; t. 3, Wwarszawa 1776; t. 4, Warszawa 1783
18. A.M. Durini: Na powrót Józefa Załuskiego, biskupa kijowskiego, powst. na początku roku 1773, wyd. zobacz Ważniejsze dzieła poz. 58, t. 1
19. Q. F. Horatius: Pieśni zebrane, wyd. w zbiorze: Pieśni wszystkie Horacjusza przekładania różnych t. 1–2, Warszawa 1773; także wyd. 2 Warszawa 1819
20. Anakreon: Pieśni wybrane, wydane pt. Anakreon, poeta grecki, Warszawa 1774 (tu także 5 przekładów z J. Kochanowskiego)
21. (Voltaire): Vanitas vanitatum. Próżność nad próżnościami. Z Salomona, „Zabawy Przyjemne i Pożyteczne” 1775, t. 13, cz. 2, s. 231–246
22. (A.G. Rezzonico della Torre): Do Katarzyny Carowej Moskiewskiej, „Zabawy Przyjemne i Pożyteczne” 1777, t. 15, cz. 2, s. 402–403
23. Niektóre epigrammata z not Tacyta tłomaczonego wyjęte, wyd. zobacz Ważniejsze dzieła poz. 58, t. 4
24. (J. de La Fontaine): Słowik. Powieść z francuskiego na polski język przełożona, brak miejsca i roku wydania (druk anonimowy; źródło wskazał J.W. Gomulicki).

Ogłoszono ponadto w „Zabawach Przyjemnych i Pożytecznych” kilka przekładów niezidentyfikowanych autorsko do połowy lat 60. XX wieku (Do wina, Diament, Rada zwierząt, Nagrobek pijanicy i inne).

### Prace edytorskie i redakcyjne
1. M. K. Sarbiewski: Poemata ex vetustis manuscriptis et variis codicilis olim ab authore dissimulato nomine editis deprompta et in unum collecta, Wilno 1757
2. Sielanki polskie z różnych autorów zebrane, a teraz świeżo dla pożytku i zabawy czytelników przedrukowane. Nakładem Towarzystwa Literatów w Polszcze Ustanowionego, Warszawa 1770
3. „Zabawy Przyjemne i Pożyteczne ze sławnych wieku tego autorów zebrane” t. 3–16, Warszawa 1771–1777 (redaktorstwo t. 15–16 kwestionowane przez E. Aleksandrowską)
4. Pieśni wszystkie Horacjusza przekładania różnych t. 1–2, Warszawa 1773 (–1775); z przedmową i życiorysem Horacego pióra Naruszewicza; współwydawca: J.E. Minasowicz
5. Jakub Sobieski: Diariusz wyprawy chocimskiej, fragmenty (25 IX–15 X 1621) wyd. w: Historia Jana Karola Chodkiewicza; zobacz Ważniejsze dzieła poz. 61, t. 2, s. 453–498.

### Wydania zbiorowe
1. Dzieła t. 1–4, Warszawa 1778; zobacz Ważniejsze dzieła poz. 58
2. Satyry i bajki, Połock (około roku 1800)
3. (Dzieła zupełne. Tomów 15), wyd. T. Mostowski, Warszawa 1803–1805 „Wybór Pisarzów Polskich”
4. Dzieła poetyczne. Nowe, zupełnie wydanie t. 1–2, Wrocław 1826[18][19]
5. Poezje, wyd. J.N. Bobrowicz, t. 1–3, Lipsk 1835 „Biblioteka Kieszonkowa Klasyków Polskich” nr 11–13
6. Wybór poezji z dołączeniem kilku pism prozą oraz listów, wyd. P. Chmielowski, Warszawa 1882 „Biblioteka Najcelniejszych Utworów Literatury Europejskiej”
7. Satyry, Lwów 1883 „Biblioteka Mrówki” nr 70
8. Satyry, Warszawa 1910 „Biblioteczka Uniwersytetu Ludowego i Młodzieży Szkolnej” nr 155, wyd. 2 Warszawa 1925[20]
9. Satyry, oprac. S. Grzeszczuk, Wrocław (1962) „Biblioteka Narodowa” seria I, nr 179
10. Liryki wybrane. Wybrał i wstępem poprzedził J.W. Gomulicki (Warszawa 1964) „Biblioteka Poetów”.

### Listy i materiały
1. Do J.M. Chodkiewicza z roku 1773, ogł. M. Konopczyński, „Pamiętnik Literacki” rocznik 43 (1952), zeszyt 3/4; przedr. tej pozycji i następnych (do poz. 20, bez poz. 10) zobacz poz. 21
2. Do M. Poczobuta 6 listów z lat 1774–1789; do Mierzejwskiego z roku 1793; „rachunek pieniędzy królewskich na druki” z roku 1780, ogł. E. Rabowicz: Inedita A. Naruszewicza
3. Do Stanisława Augusta z 10 sierpnia 1775, fragmenty ogł. W. Olszewicz w: Biblioteka króla Stanisława Augusta, „Przegląd Biblioteczny” 1931, zeszyt 1 i odb.
4. Korespondencja ze Stanisławem Augustem z lat 1776–1777 (7 listów), z rękopisów Ossolineum, sygn. 780/II i 7067/II ogł. J. Platt, „Ze skarbca kultury” 1952, zeszyt 1
5. Do Stanisława Augusta z: 29 października 1776; marca, 15 kwietnia i 15 października 1780; ogł. J. Bartoszewicz, „Dziennik Warszawski” 1852, nr 334–342
6. Do Stanisława Augusta 16 listów z lat 1776–1784; do S. Trembeckiego z roku 1790; ogł. K. W. Wójcicki w: Archiwum domowe, Warszawa 1856; przedr. P. Chmielowski
7. Do L. Bruneta z roku 1779 (w jęz. francuskim); do nieznanego adresata z roku 1794; ogł. T. Wierzbowski: Materiały do dziejów piśmiennictwa polskiego t. 2, Warszawa 1904, s. 142–146
8. Do Stanisława Augusta z 23 marca 1781, ogł. A.J. Nowowiejski: Płock. Monografia historyczna, Płock 1930, s. 483–484
9. Do J. Albertrandiego z roku 1782, z autografu Biblioteki PAU nr 1 ogł. L. Bernacki, „Pamiętnik Literacki” rocznik 25 (1928), s. 603–605
10. Do Stanisława Augusta z 30 marca 1785; do A. Gorzeńskiego 2 listy z: 4 stycznia i 25 marca 1790; z Archiwum Młynowskiego Chodkiewiczów w Archiwum Państwowym w Krakowie
11. Korespondencja ze Stanisławem Augustem z roku 1788 (3 listy w sprawie Kantaty w dzień inauguracji statui Jana III), ogł. R. Kaleta, „Pamiętnik Literacki” rocznik 42 (1951), zeszyt 3/4.
12. Do S. Trembeckiego z roku 1790, „Gazeta Codzienna” 1854, nr 265
13. Do Stanisława Augusta z 10 grudnia 1793, „Tygodnik Ilustrowany” 1881, nr 296; przedr. P. Chmielowski
14. Do Stanisława Augusta z 4 sierpnia 1794 i od Stanisława Augusta z 10 sierpnia i 4 września 1794, ogł. E. Kipa, M. Kukiel: Z korespondencji insurekcyjnej Stanisława Augusta
15. Do Stanisława Augusta z 14 lutego 1796, „Biblioteka Warszawska” 1863, t. 1, s. 201–203
16. Do K. Wężyka z roku 1796, ogł. S. Tomkiewicz w: F. Wężyk: Poezje z pośmiertnych rękopisów t. 2, Kraków 1878, s. 297–298
17. Korespondencja ze Stanisławem Augustem (4 listy); do J. Ogrodzkiego (2 listy); ogł. A. Batowski, „Przyjaciel Ludu” 1843/1844, nr: 44, 47
18. Od Stanisława Augusta z lat 1773–1796 (31 listów), wyd. A.E. Koźmian w: Wyciągi piotrowickie, Wrocław 1842
19. Od Stanisława Augusta (2 listy), wyd. M. Baliński: Dawna Akademia Wileńska, Petersburg 1862, s. 521–522
20. Od H. Kołłątaja z 1 sierpnia 1792, wyd. w: H. Kołłątaj: Listy pisane z emigracji, 1792–1794; Poznań 1872
21. Korespondencja A. Naruszewicza, 1762–1796; z papierów po L. Bernackim uzup., oprac. i wydał J. Platt pod red. T. Mikulskiego, Wrocław 1959 (zawiera 501 listów od/do Naruszewicza)
22. Korespondencja ze Stanisławem Augustem z lat 1793–1794, ogł. A.F. Grabski: Nieznane fragmenty korespondencji A. Naruszewicza z królem Stanisławem Augustem z l. 1793–1794.

Rękopisy korespondencji Naruszewicza znajdują się w: Bibliotece Czartoryskich, Bibliotece Narodowej, Bibliotece Uniwersytetu Warszawskiego; Ossolineum, Archiwum Głównym Akt Dawnych (Archiwum Nieświeskie), Archiwum Państwowym w Krakowie oraz Bibliotece Uniwersytetu w Wilnie.
Bardziej szczegółową bibliografię twórczości Naruszewicza podaje P. Chmielowski w: Wybór poezji, Warszawa 1882, s. XXVI–XXVIII, 497–498.